# Ampelisca abdita
Ampelisca abdita är en kräftdjursart som beskrevs av Mills 1964. Ampelisca abdita ingår i släktet Ampelisca och familjen Ampeliscidae. Inga underarter finns listade i Catalogue of Life.